# Qiang jezici
Qiang jezici, podskupina od (11) sinotibetskih jezika koja zajedno s podskupinom rGyarong čini dio šire skupine tangut-qiang. rašireni su na području Kine
Predstavnici su, viz.: ersu [ers], 20,000 (Shearer and Sun 2002); guiqiong [gqi], 6.000 (2000 H. Sun); muya [mvm], 13,000 (2000 H. Sun); namuyi [nmy], 4.000 (2000 H. Sun); pumi {sjeverni [pmi] 35.000 (1999) i južni [pmj] 19.000 (1999)}; qiang {sjeverni [cng] 57.800 (1999) i južni [qxs] 81.300 (1999 J. Evans)}; queyu [qvy], 7,000 (1995); shixing [sxg], 1.800 (2000 D. Bradley); zhaba [zhb] 7.700 (1995).

## Vanjske poveznice
- Ethnologue (14th)
- Ethnologue (15th)